# Questa nostra stagione
Questa nostra stagione è un brano musicale di Eros Ramazzotti, pubblicato il 25 gennaio 2013 come secondo singolo tratto dall'album Noi.
Questa nostra stagione, scritta da Eros Ramazzotti in collaborazione con Saverio Grandi e Luca Chiaravalli, è un brano che racconta dell'amore, della cura e delle attenzioni indispensabili affinché un rapporto di coppia possa continuare ad esistere.